# Región de Jutlandia Septentrional
La Región de Jutlandia Septentrional (en danés: Nordjylland) es una región administrativa de Dinamarca, establecida el 1 de enero de 2007 por la reforma municipal danesa, que sustituyó la anterior división administrativa en distritos (amter) por cinco grandes regiones.
Está situada en el norte de la península de Jutlandia, con capital en la ciudad más poblada de la región, Ålborg, que con más de 160.000 habitantes acumula una cuarta parte de la población total de Nordjylland.

## Composición de la región
La región de Jutlandia Septentrional se formó a partir del antiguo distrito de Jutlandia Septentrional (Nordjylland Amt en danés), el territorio situado en Vendsyssel-Thy del distrito de Viborg, así como la isla de Morsø, junto a una pequeña parte del norte del distrito de Århus.

## Municipios
Con la reforma administrativa también se cambiaron los límites de los municipios, englobando desde entonces un mayor número de localidades cada uno de ellos. La región de Jutlandia Septentrional quedó dividida en un total de 11 municipios:
| - Ålborg - Brønderslev - Frederikshavn - Hjørring - Jammerbugt - Læsø - Mariagerfjord - Morsø - Rebild - Thisted - Vesthimmerland | Mapa de municipios de Nordjylland. |